# Відкритий чемпіонат Швейцарії 1927
Відкритий чемпіонат Швейцарії 1927 — 12-й відкритий чемпіонат Швейцарії з хокею, чемпіоном став «Давос».

## Схід
6 лютого 1927 року, Санкт-Моріц.
- «Санкт-Моріц» — «Давос» 3:3 (ОТ).

В зв'язку з відмовою «Санкт-Моріца» від перегравання матчу, «Давосу» зараховано перемогу 3:0.

## Захід
23 січня 1927 року, Гштаад.
- «Розей» (Гштаад) — «Шато де-Окс» 3:2 (ОТ).

## Фінал
| 20 лютого 1927 року |     |                  |                               |
| «Давос»             | 2:0 | «Розей» (Гштаад) | Вайлент Арена, 1'500 глядачів |
|                     |     |                  | Вайлент Арена, 1'500 глядачів |